# Volonga
Il Volonga (in russo  Волонга?) è un fiume della Russia europea settentrionale che scorre nel Zapoljarnyj rajon del Circondario autonomo dei Nenec e sfocia nella baia della Čëša (Mare di Barents).
Il fiume ha origine sul versante meridionale del monte Bol'šaja Kovriga. Scorre prevalentemente in direzione ovest attraverso zone paludose. Sfocia nella parte orientale della baia della Čëša presso l'omonimo insediamento di Volonga. Ha una lunghezza di 110 km; l'area del suo bacino è di 767 km².